# Pierre Victor Tournier
Pierre Victor Tounier (1950) è un criminologo francese.
È direttore di ricerca presso il CNRS e criminologo. Ha studiato fisica, matematica e demografia. È docente di matematica applicata e sociodemografia penale alla Sorbona che utilizza metodi demografici, compresi la popolazione carceraria. Scienziato con il Consiglio europeo penologica per 20 anni, è stato un membro del Consiglio Scientifico del criminologici 2001 a 2005.
Tournier ha fondato l'Istituto Bilingue (francese/inglese) di Criminologia, il New Journal of Criminology in lingua francese ed il New French Journal of Criminology nel 2004 che ha condotto per due anni.
Da sempre interessato alla vita della comunità, cerca di promuovere la diffusione e la pratica delle conoscenze scientifiche sulle proprie aree di lavoro. Ha fondato il gruppo October 2001 centrato sul tema di pene lunghe, ed il Tetra. Crimine, criminalità e giustizia ed il club Ora: la devianza ed il socialismo in Europa anche conosciuto come Ora. Ha anche presieduto l'Associazione francese di criminologia dal 1999 al 2004. È anche un ex membro d'onore della Genepi. Dal gennaio 2011 è stato membro dell'orientamento della ONDRP.

## Opere
- Tournier (Pierre-Victor), Le Toqueux (Jean-Luc). La population incarcérée de 1969 à 1981, Paris, ministère de la Justice, Études statistiques, 1981, n° 2, p. 14-20.
- Tournier (Pierre-Victor), Mary (France-Line), Portas (Carlos). Au-delà de la libération : observation suivie d'une cohorte d'entrants en prison, Guyancourt, CESDIP, Études et Données Pénales, n° 76, 1997, 115 p.
- Tournier (Pierre-Victor), Mary (France-Line). La répression pénale des étrangers en France, Le Croquant, 1997, n° 22, p. 133-139.
- Tournier (Pierre-Victor), Robert (Philippe). La population carcérale dans les pays européens, in Encyclopaedia Universalis, Universalia 92, 1992, p. 321-324.
- Tournier (Pierre-Victor), Robert (Philippe). Les étrangers dans les statistiques pénales, in France, société pluri-ethnique, quelques recherches sur l'immigration, Mission interministérielle de recherche expérimentation (MIRE), 1990, p. 237-267.
- Tournier (Pierre-Victor), Robert (Philippe). Les étrangers dans les statistiques pénales : constitution d'un corpus et analyse critique des données, Paris, Déviance et contrôle social, n° 49, C. E. S. D. I. P., 1989, p. 256
- Tournier (Pierre-Victor). Analyse statistique de l'évolution de la population pénale métropolitaine depuis 1967, Revue de science criminelle et de droit pénal comparé, 1980, n° 3, p. 743-753.
- Tournier (Pierre-Victor). Contribution à la connaissance de la population des personnes incarcérées en France 1968-1980 : actualisation des tableaux sur la période 1981-1985, Paris, CESDIP, 1985, XIV-105 f°.
- Tournier (Pierre-Victor). Contribution à la connaissance des personnes incarcérées en France (1968-1980). Analyse démographique, thèse de 3e cycle, Sociologie, Paris 1, 1981, dact., 342 f°.
- Tournier (Pierre-Victor). Contribution de la démographie carcérale au débat sur la question pénitentiaire, in Defaud (Nicoals), Guiader (Vincent) (dir.). Discipliner les sciences sociales. Les usages sociaux des frontières scientifiques, Paris, L'Harmattan, Coll. Les Cahiers Politiques, Université Paris IX Dauphine, Centre de recherches et d'études politiques, 2002, p. 125-141.